# Puente colgante de Deir ez-Zor
El puente colgante de Deir ez-Zor (en árabe: جسر دير الزور المعلق) es un puente colgante que cruza el río Éufrates en la ciudad de Deir ez-Zor, en el noreste de Siria.
El puente fue construido por la empresa francesa Fougerolle (entonces bajo Le Soliditit Françs) en 1927. Se trata de un puente peatonal que cruza el río Éufrates, conecta el Levante (sur) con la Alta Mesopotamia (norte).
El puente fue dañado durante la guerra civil de Siria en mayo de 2013.